# Spaarpot

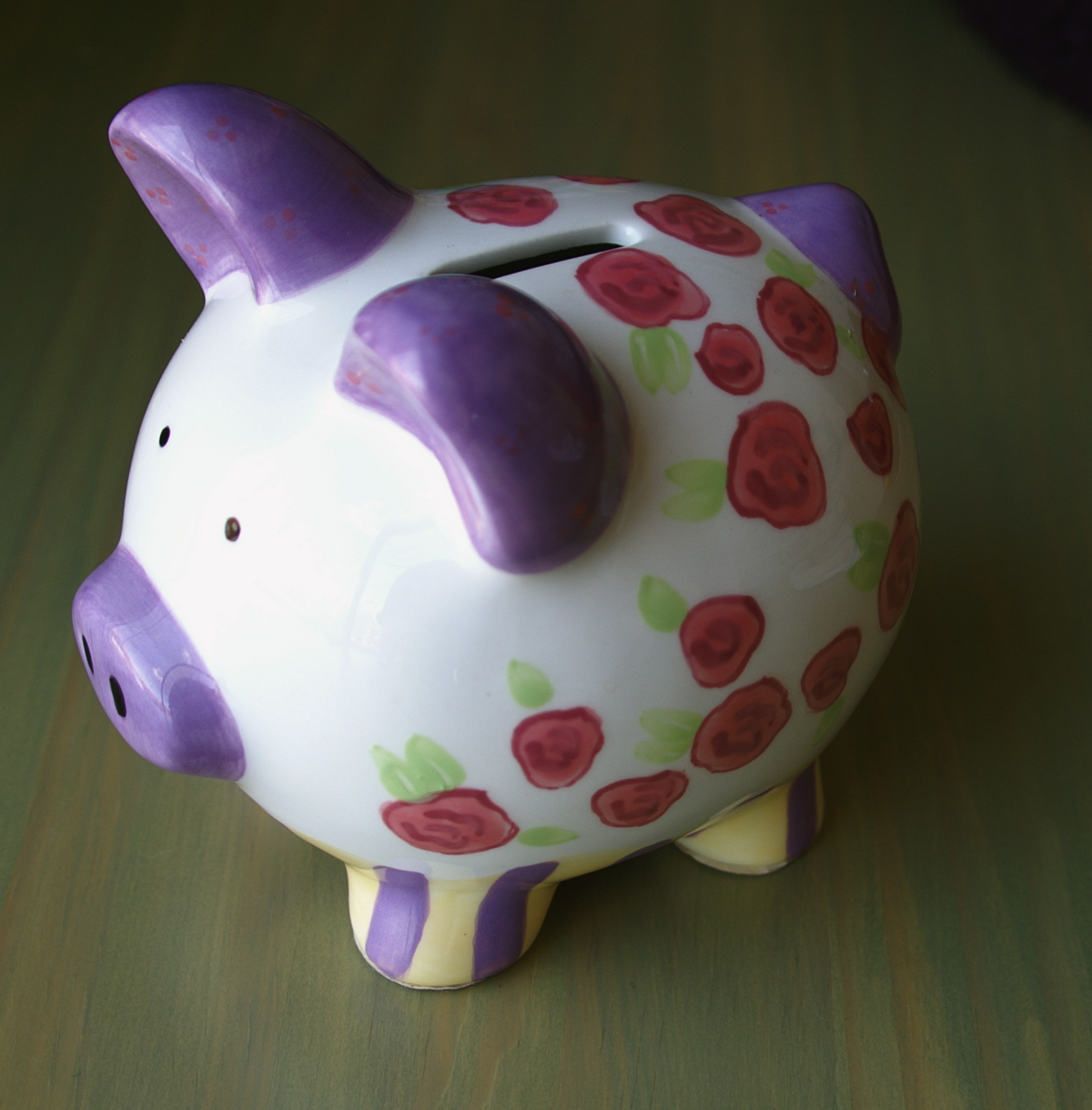
Spaarvarken

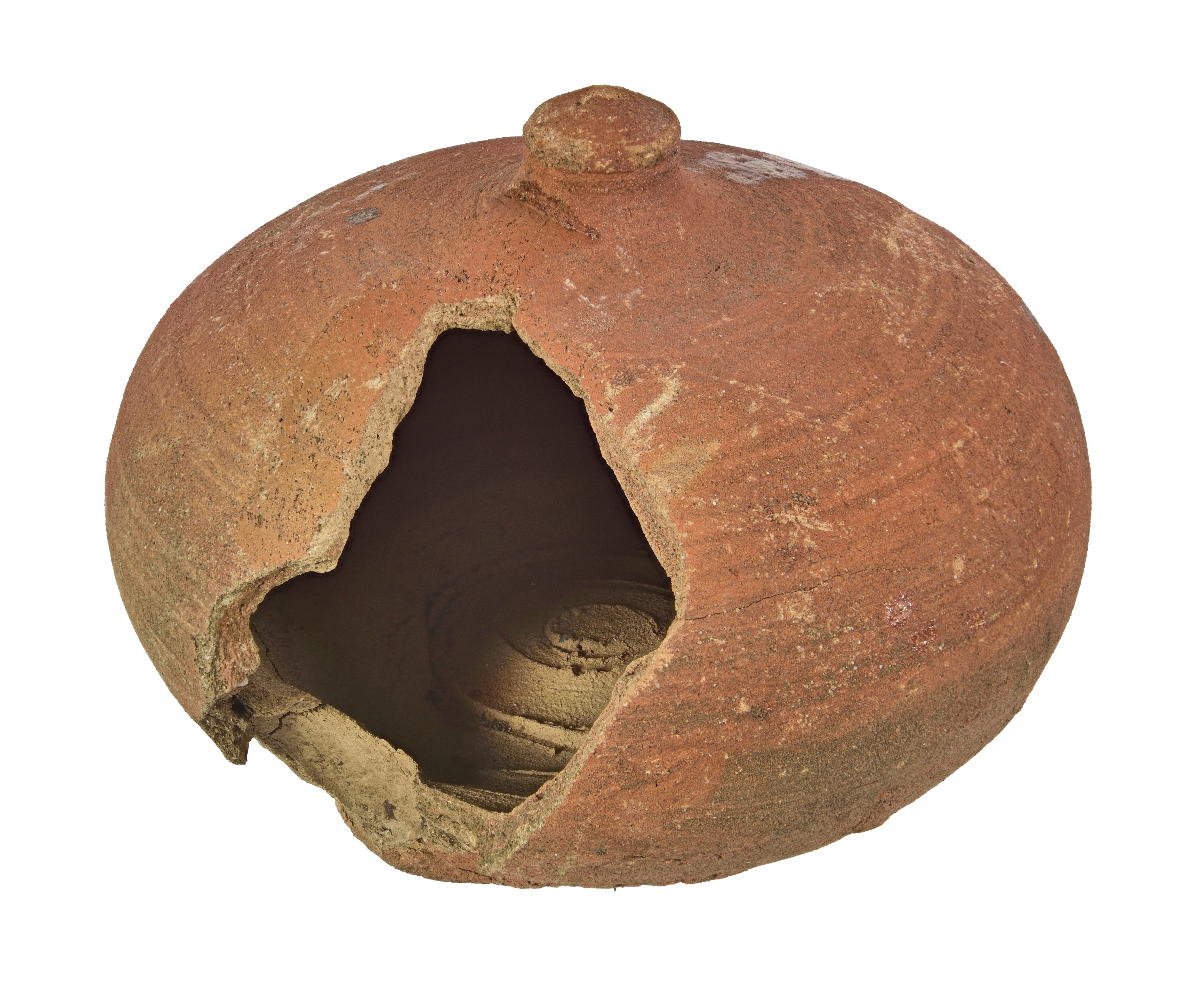
Opengebroken spaarpot in de vorm van een borst (rood aardewerk, tussen 1250 en 1350), archeologische vondst uit Brugge.

Een spaarpot of spaarvarken is een hol voorwerp dat gebruikt wordt om geld in huiselijke kring te bewaren, zonder het op een spaarrekening te zetten.
Een traditionele spaarpot is van aardewerk gemaakt, een goedkoop materiaal. Hij heeft een gleuf waardoor men muntstukken kan schuiven en moet kapotgeslagen worden om het geld er weer uit te halen. De bedoeling hiervan is dat men niet gauw in de verleiding komt om de inhoud van de spaarpot aan te spreken.
In de praktijk lukt het echter vaak de munten uit de gleuf te wippen. Bovendien zijn veel spaarpotten van ander materiaal (plastic, blik of soms glas) en voorzien van een stop die verwijderd kan worden.
Spaarpotten hebben vaak de vorm van een varken aangezien een vet varken vroeger geassocieerd werd met welvaart. Er zijn ook taalkundige verklaringen voor het ontstaan van het fenomeen 'spaarvarken'. Andere dierfiguren of andere vormen worden echter ook toegepast. Omdat het varken door joden en moslims als onrein dier wordt beschouwd, hebben sommige spaarbanken besloten dat een spaarvarken zoals Knorbert niet meer in de multiculturele samenleving past.
Spaarvarkens worden weleens aan kinderen als cadeau geschonken; de bedoeling is dan om hen spaarzaamheid bij te brengen. Het gebeurt ook dat kinderen worden aangemoedigd hun zakgeld in een varkentje op te sparen, totdat ze genoeg hebben om te kopen wat ze verlangen. Het nadeel van een spaarpot ten opzichte van een spaarrekening op de bank is dat men geen rente ontvangt en dat men geen overzicht heeft van inkomsten en uitgaven: aan de buitenkant is niet te zien wat de inhoud van een spaarpot is.
Om het sparen te bevorderen gaven spaarbanken soms spaarpotten in bruikleen die alleen door personeel van de spaarbank geopend konden worden. De inhoud van de spaarpot werd dan in zijn geheel op het spaarbankboekje bijgeschreven. Deze spaarpotten waren, evenals collectebussen, voorzien van een constructie waardoor het vrijwel onmogelijk was geld door de gleuf weer te verwijderen.